# Сборная Словении по кёрлингу на колясках
Смешанная сборная Словении по кёрлингу на колясках — национальная сборная команда (в которую могут входить как мужчины, так и женщины), представляет Словению на международных соревнованиях по кёрлингу на колясках. Управляющей организацией выступает Ассоциация кёрлинга Словении (словен. Curling zveza Slovenije, англ. Slovenian Curling Assocation).

## Результаты выступлений

### Квалификационные турниры на чемпионаты мира
| Год     | И | В | П | Место | Состав                                                                      |
| ------- | - | - | - | ----- | --------------------------------------------------------------------------- |
| 2014/15 | 5 | 1 | 4 | 10    | Robert Zerovnik (скип), Ziga Bajde, Milan Zlobko, Mojca Burger, Ziva Hribar |

(данные отсюда:)

### Чемпионат мира по кёрлингу на колясках (группа B)
| Год  | И | В | П | Место | Состав                                                                      |
| ---- | - | - | - | ----- | --------------------------------------------------------------------------- |
| 2015 | 7 | 3 | 4 | 10    | Robert Zerovnik (скип), Ziga Bajde, Joze Klemen, Ziva Hribar, Jovita Jeglic |

(данные отсюда:)